# Gugusse y el autómata
Gugusse y el autómata (en francés: Gugusse et l'Automate),  también conocida como El payaso y el autómata, fue un cortometraje mudo francés de 1897 dirigido por Georges Méliès  La película presentaba a un payaso asombrado y confundido por los movimientos mecánicos de un autómata .
La película marcó la primera aparición cinematográfica conocida de un robot (una palabra que no reemplazaría a "autómata" hasta su uso en la obra RUR de Karel Čapek), y fue una de las primeras películas en presentar temas de "experimentación científica, creación y transformación”. En el libro Things to Come: An Illustrated History of the Science Fiction Film, Douglas Menville y R. Reginald juzgaron a Gugusse como la película de temática científica más importante de 1897 y sugirieron que "puede ser la primera verdadera película de ciencia ficción ".
Gugusse fue estrenada por Méliès's Star Film Company y ocupa el puesto 111 en sus catálogos.  Actualmente se encuentra perdida .